# WorldCon
De World Science Fiction Convention, normaliter Worldcon genoemd, is een sciencefictionconventie die van 1939 tot 1941 en elk jaar vanaf 1946 is gehouden.
De meeste Worldcons vinden plaats in de Verenigde Staten, maar ook Canada, het Verenigd Koninkrijk, Duitsland, Australië en Nederland (in 1990 in het Nederlands Congres Centrum te Den Haag) zijn gastland geweest. In 2007 werd de Worldcon voor het eerst in Japan gehouden. Leden van de Worldcon (ook niet aanwezige) verkiezen (door te stemmen) welke werken de Hugo Awards zullen ontvangen.
De naam is eigendom van de World Science Fiction Society (WSFS) - leden van de komende Worldcon zijn automatisch leden van de WSFS. De conventies zelf worden georganiseerd door lokale groepen fans, die 'biedingen' houden voor het privilege.